# Poipet
Poipet (tiếng Khmer: ប៉ោយប៉ែត) là một thành phố thuộc tỉnh Banteay Meanchey, Campuchia, là một thành phố cửa khẩu nằm ở biên giới Campuchia - Thái Lan. Đây là một điểm giao thoa quan trọng giữa hai nước và cũng là một điểm đến đánh bạc nổi tiếng. Poipet tiếp giáp với thị trấn Aranya Pratet ở phía biên giới Thái Lan, thị trấn chỉ mới xuất hiện gần đây với mục đích ngoại thương. Dân số Poipet đã tăng từ 43.366 trong tổng điều tra dân số năm 1998 lên 89.549 trong tổng điều tra dân số năm 2008, khiến đây trở thành khu định cư đông dân thứ 4 ở Campuchia ngay trước Sihanoukville và tỉnh lỵ Sisophon.

## Vận chuyển
Biên giới Poipet là một điểm cuối của hệ thống đường sắt Campuchia, mặc dù vào năm 2006, việc khôi phục một kết nối từ Poipet đến Sisophon đã được đề xuất. Vào mùa thu năm 2008, một thỏa thuận đã được chuẩn bị để có một công ty Úc thực hiện công việc này. Năm 2009, Thái Lan đã thông qua luật xây dựng mở rộng tuyến đường sắt từ Aranyaprathet đến Poipet, và năm 2018, tuyến đường sắt đã được kích hoạt lại.

## Sòng bạc
Có một dải sòng bạc và khách sạn nằm giữa các quầy kiểm soát hộ chiếu Campuchia và Thái Lan, cho phép người Thái và những người nước ngoài khác đánh bạc ở Campuchia mà không cần phải thông qua nhập cư Campuchia. Ở Campuchia, đánh bạc là bất hợp pháp đối với công dân Campuchia nhưng không dành cho người mang hộ chiếu nước ngoài. Có một "biên giới" khác ở phía Campuchia của khu vực này mà người ta cần phải vượt qua trước khi được tự do đi lại trong phần còn lại của đất nước này.